# 馬英九文教基金会
財団法人馬英九文教基金会（ばえいきゅうぶんきょうききんかい、繁: 馬英九文教基金會、英: Ma Ying-jeou Culture and Education Foundation）は、中華民国（台湾）の非営利団体である。同国の元総統である馬英九が、フォックスコンの創業者である郭台銘の援助を受けて設立した。
2018年（民国107年）7月27日、馬英九文教基金会は台北市内の国賓大飯店で設立式を開催した。式には馬英九の他に蕭万長・連戦・呉伯雄・朱立倫・洪秀柱・呉敦義といった中国国民党の重鎮が出席した。

## 主な役員

### 董事長
- 馬英九（元：中華民国総統）

### 董事
- 劉偉民（太平洋国際政策理事会董事）
- 高華柱（中国語版）（元：国家安全会議秘書長）
- 胡定吾（中国語版）（生華生物科技股份有限公司董事長）
- 薛香川（中国語版）（台湾彩券（中国語版）董事長）
- 夏珍（風傳媒総主筆）
- 廖継斌（二二八国家紀念館初代館長）

### 顧問
- 曽永権（中国語版）（元：総統府秘書長）